# Нгвем, Жак
Жак Альберто Нгвем (англ. Jacques Alberto Ngwem; род. 3 августа 1992, Дуала) — камерунский футболист, полузащитник греческого клуба «Паниониос».

## Карьера
Футбольную карьеру начал в 2009 году в составе испанского клуба «Сан-Роке».
С 2012 года выступал за клубы второго дивизиона Греции — «Фокикос», «Хания», «Ламия», «Киссамикос», «Волос». Всего провёл в этом турнире более 100 матчей. В сезоне 2018/19 в составе «Волоса» стал победителем второго дивизиона. В сезоне 2017/18 — победитель зонального турнира третьего дивизиона Греции в составе клуба «Астерас» (Амалиада).
Летом 2019 года перешёл в казахстанский клуб «Атырау».

## Достижения
«Атырау»
- Финалист Кубка Казахстана: 2019